# Сиусайвань

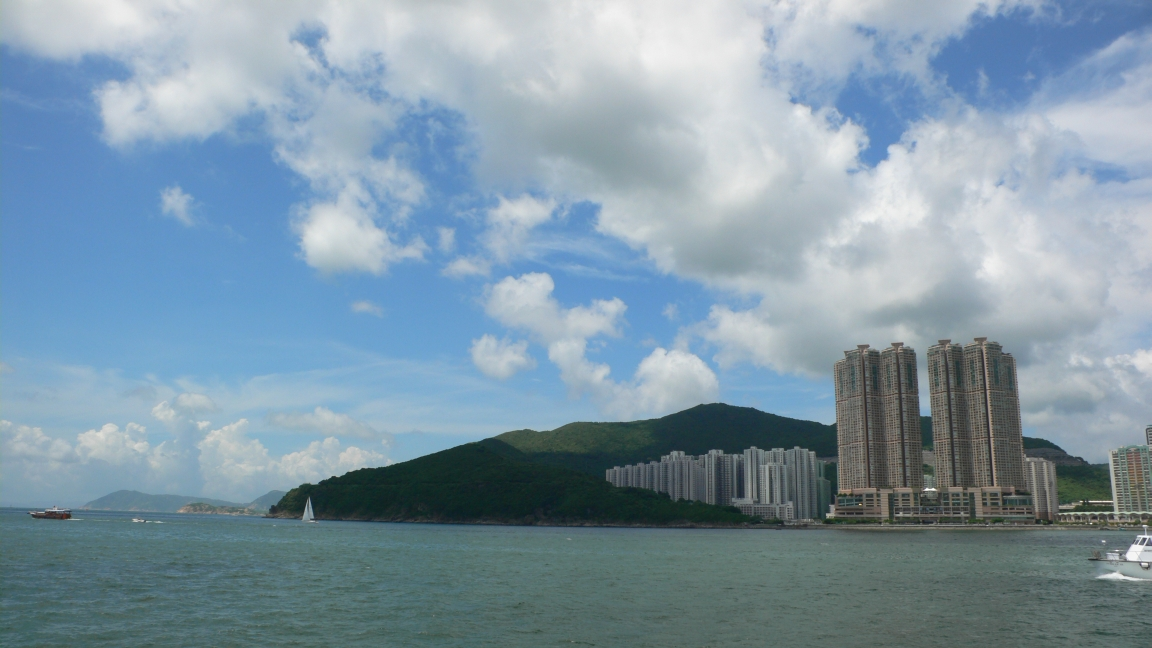
Сиусайвань и гора Коллинсон

Сиусайва́нь? (иер. 小西灣, ютпх. Siu2sai1waan1, кит.-рус. Сяосивань, англ. Siu Sai Wan) — гонконгский район, входящий в состав Восточного округа. Расположен на восточном побережье острова Гонконг. Преимущественно жилая зона (около 80 тыс. жителей), построенная на месте засыпанного небольшого залива (Siu Chai Wan или Chai Wan Tsai, что переводится как «Малый Чхайвань» или «Ребёнок Чхайваня»).

## История
В 1845 году британцы построили в Сиусайване небольшой форт и военные бараки, вокруг которых выросло новое поселение. Позже форт был преобразован в британский центр сбора информации, а в 1947 году стал совместным разведывательным центром Великобритании, США, Канады, Австралии и Новой Зеландии. Это был крупнейший объект радиоперехвата на Дальнем Востоке, направленный против материкового Китая. В 1980-х годах, когда был подписан договор о возвращении Гонконга под суверенитет Китая, британцы полностью разрушили разведывательный центр и военные постройки (в 1990-х годах на их месте были построены большие жилые массивы).
После начала массового строительства в соседнем районе Чхайвань власти решили расселять обитателей деревень и трущоб в Сиусайване. Кроме того, правительство планировало назвать новый район Сиучхайвань (Siu Chai Wan), но после постройки в начале 1990-х годов жилого комплекса Siu Sai Wan Estate прижилось всё же старое название. Привлекательность Сиусайваня увеличилась после открытия метро в Чхайване.

## География
На западе и северо-западе Сиусайвань граничит с районом Чхайвань, на юге — с районом Сэкъоу, на востоке и северо-востоке ограничен водами пролива Дадун, который ведёт в бухту Виктория. В районе находятся сад Сиусайвань-роуд, променад Сиусайвань, игровая площадка Сёнъон-стрит, китайское кладбище Кейп-Коллинсон.

## Экономика

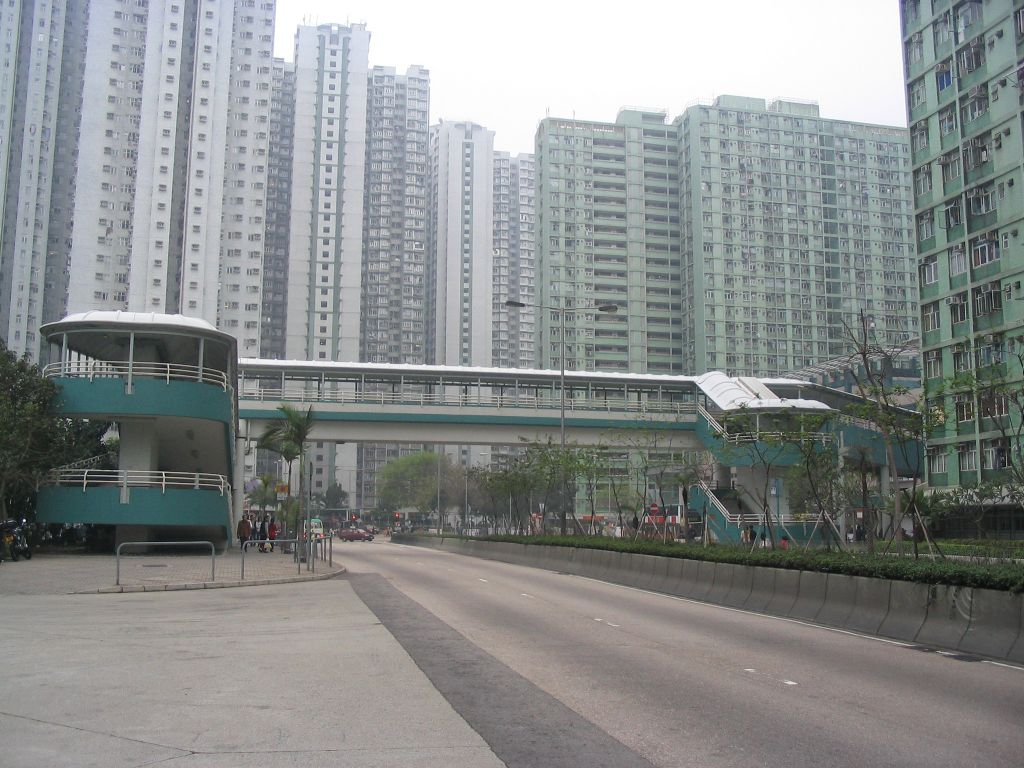
Siu Sai Wan Estate

В районе расположены жилые комплексы Hiu Tsui Court (1990), Siu Sai Wan Estate (1990—1993), Fullview Garden (1992), Kai Tsui Court (1994), Cheerful Garden (1995), Harmony Garden (1997), Island Resort (2001). Главными торговыми центрами являются Island Resort Mall, Siu Sai Wan Shopping Centre, Siu Sai Wan Plaza и Fullview Shopping Centre. В промышленной зоне имеются грузовые причалы, склады, логистические центры и полиграфические предприятия.

## Транспорт
Главными транспортными артериями Сиусайвань являются улицы Сиусайвань-роуд, Чхайвань-роуд и Кейп-Коллинсон-роуд. Через район пролегает сеть автобусных маршрутов (в том числе и микроавтобусов). Крупная автобусная станция расположена на первом этаже жилого комплекса Island Resort. Имеются несколько стоянок такси и разветвлённая сеть пешеходных мостов. Планируется продление линии метро от района Чхайвань к Сиусайвань.

## Культура и образование
В центре Сиусайвань, в окружении жилых комплексов, расположен образовательный кластер, объединяющий несколько колледжей, школ и детских садов. В районе базируются колледж Хоньва, методистский колледж Уэсли, средняя школа Китайского фонда, средняя школа Фукиен, мемориальная средняя школа Линнань Ханъи, начальная школа Пуйкиу, публичная библиотека муниципального комплекса Сиусайвань.

## Спорт
На побережье расположен открытый в 1996 году большой спорткомплекс Сиусайвань, включающий футбольный стадион на 12 тыс. мест, легкоатлетические площадки и паркинг. Кроме того, в районе находятся многоцелевая арена, центр настольного тенниса и два плавательных бассейна муниципального комплекса Сиусайвань, а также несколько школьных спортплощадок. В частных жилых комплексах имеются плавательные бассейны, фитнес-центры, корты для тенниса и сквоша.